# El Terrero, Cuajinicuilapa
El Terrero är en ort i Mexiko.   Den ligger i kommunen Cuajinicuilapa och delstaten Guerrero, i den sydöstra delen av landet, 300 km söder om huvudstaden Mexico City. El Terrero ligger 30 meter över havet och antalet invånare är 791.
Terrängen runt El Terrero är platt åt sydväst, men åt nordost är den kuperad. Runt El Terrero är det glesbefolkat, med 10 invånare per kvadratkilometer. Närmaste större samhälle är Cuajinicuilapa de Santa Maria, 10,2 km söder om El Terrero. Omgivningarna runt El Terrero är en mosaik av jordbruksmark och naturlig växtlighet.